# 해군모집사령부
해군모집사령부(Navy Recruiting Command (NRC))는 테네시주 밀링턴 중남부 해군지원처에 본부를 두고 미국 해군의 신입 장병들의 모집을 전담하는 해군장관 직속 기능사령부이다.

## 역사
1775년, 미국 독립 전쟁 중에 대륙회의 산하에 설립된 해양위원회에 첫 해군 모집관이 배치되었다. 해양 전력의 중요성이 커지면서 해군장관이 모집에 직접 대응하게 되었다. 전쟁에서 승리하고 독립한 이후에 모집 업무는 건조수리국, 그리고 항법국에 할양되었다가 1942년에 해군인사국에 배정되었다.
1971년 4월 6일, 해군부 장관에 의해 해군인사참모장(Chief of Naval Personnel)의 현장처(Field activity)로서 설립되었다.
1999년 7월까지 워싱턴 D.C.에 본부를 두었고, 이후 테네시주 밀링턴의 중남부 해군지원처로 이사하였다.

## 구조
- 동부지역대
- 서부지역대

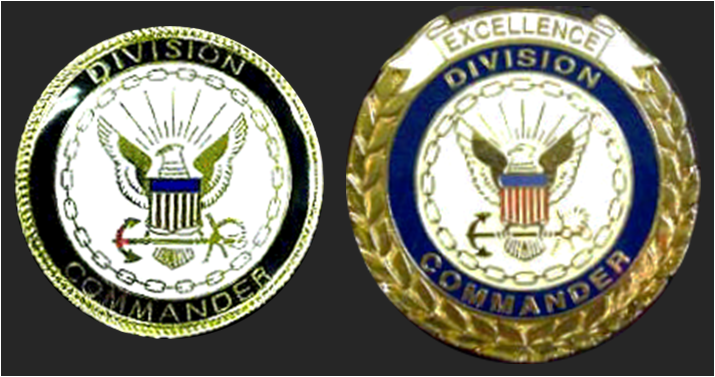
해군모집부서장 배지

- Navy Talent Acquisition Groups
- 모집예비군사령부(NRRC)
- 해군모집지도대(NORU)

| - 애틀랜타 - 캐롤라이나 - 앰파이어스테이트 - 잭슨빌 - 하트랜드 - 마이애미 - 내쉬빌 - 뉴잉글랜드 - 뉴올리언스 - 오하이오 - 리버벨리 - 필라델피아 - 피츠버그 - 리치먼드 | - 골든게이트 - 그레이트레이크스 - 휴스턴 - 미드아메리카 - 북부평원 - 태평양 - 태평양 북서부 - 피닉스 - 포틀랜드 - 레드리버 - 로키산맥 - 샌안토니오 - 남서부 |